# Károly Félix szárd–piemonti király
Savoyai Károly Félix József Mária (olaszul: Carlo Felice Giuseppe Maria di Savoia, franciául: Charles Félix Joseph Marie de Savoie), (Torinó, 1765. április 6. – Torino, 1831. április 27.) a Savoyai-ház tagja, 1815-től Genova hercege, 1821–1831-ig szárd–piemonti király, Piemont, Aosta és Chablais hercege, 1824–től Savoya uralkodó hercege is. Neve piemonti nyelvjárásban Carlo Flis.

## Élete

### Származása, testvérei
Károly Félix savoyai herceg 1765-ben született Torinóban, a Szárd–Piemonti Királyság fővárosában. Édesapja a Savoyai-házból való III. Viktor Amadé szárd–piemonti király, 1726–1796-ig Savoya hercege, Piemont, Aosta és Chablais hercege) volt, III. Károly Emánuel szárd–piemonti király és Polixénia Krisztina hessen–rheinfels–rottenburgi tartománygrófnő (Landgräfin, 1706–1735) fia.
Édesanyja a Bourbon-házból való Mária Antonietta spanyol infánsnő (1729–1785) volt, V. Fülöp spanyol király és Farnese Erzsébet (Izabella) pármai hercegnő leánya.
A szülők 12 gyermekéből kilencen érték meg a felnőttkort. Az öt túlélő fivérből hárman követték apjukat a szárd -piemonti királyi trónon. Két nővérükből francia királyné lett, apjuk két francia királyhoz – ugyancsak két fivérhez – adta őket feleségül:
1. Károly Emánuel herceg (1751–1819), a trónörökös, aki 1796-ban, apja halála után IV. Károly Emánuel néven Savoya uralkodó hercege és szárd–piemonti király lett. A Bourbon-házból való Mária Klotild francia királyi hercegnőt (1759–1802), XVI. Lajos, XVIII. Lajos és X. Károly francia királyok húgát vette feleségül, akinek halála után, 1802-ben lemondott trónjáról.
2. Mária Sarolta (Carlotta) Izabella hercegnő (1752–1755), kisgyermekként meghalt.
3. Mária Jozefina Lujza hercegnő (1753–1810), aki a későbbi XVIII. Lajos francia királyhoz ment feleségül.
4. Amadé Sándor (1754–1755), Montferrato hercege, kisgyermekkorban meghalt.
5. Mária Terézia hercegnő (1756–1805), aki a későbbi X. Károly francia királyhoz ment feleségül.
6. Mária Anna (1757–1824), Chablais hercegnője.
7. Viktor Emánuel herceg (1759–1824), Aosta hercege, aki bátyja lemondása után, 1802–1821 között szárd–piemonti királyként uralkodott. Habsburg–Estei Mária Terézia Johanna főhercegnőt vette feleségül.
8. Mária Krisztina Jozefina (1760–1768), Szardínia hercegnője, gyermekkorban meghalt.
9. Móricz József Mária (1762–1799), Montferrato hercege.
10. Mária Karolina Antonietta hercegnő (1764–1782), aki I. Antal szász királyhoz ment feleségül.
11. Károly Félix herceg (1765–1831), Genova hercege, aki Viktor Emánuel lemondása után 1821–1831 között szárd–piemonti királyként uralkodott. Mária Krisztina Amália nápoly–szicíliai királyi hercegnőt vette feleségül.
12. József Benedek (Giuseppe Benedetto, 1766–1802), Maurienne és Asti hercege.

### Útja a királyi hatalom felé
A negyedik túlélő fiú, Károly Félix herceg már születésétől fogva majdnem teljesen világtalan volt, ezért eredetileg nem is szánták uralkodónak. 1785-ben a piemonti Carmagnola (franciául Carmagnole) grófja, 1796-ban a Drôme megyei Suze márkija lett.
1799–1802-ig Szardínia királyi helytartója volt. Kormányzása alatt komoly sikereket ért el a helyi rablóbandák elleni harcban, de egy súlyos éhínséggel is meg kellett küzdenie. 1799-ben kisebbik bátyja, Móric József, Montferrat hercege elhunyt, 1802-ben legidősebb bátyja, IV. Károly Emánuel király lemondott, és második bátyja, Viktor Emánuel lett a király. Mivel Viktor Emánuelnek csak leányai voltak, Károly Félix herceg a trón első számú örökösévé lépett elő.
A francia forradalmi háborúk és a napóleoni háborúk során a Szárd–Piemonti Királyság területe Szardínia szigetére korlátozódott, a kontinensen fekvő tartományait és birtokait Bonaparte tábornok csapatai megszállták. 1806-ban Piemontot és Savoyát bekebelezte a Francia Császárság, Viktor Emánuel király Cagliariba helyezte át uralkodói székhelyét.
Napóleon bukása után 1814–től Savoya és Piemont birtoka visszakerült a Szárd–Piemonti Királysághoz, Viktor Emánuel király udvartartásával visszatért Torinóba. Szardínia kormányzását 1814-től ismét Károly Félix vette át, királyi helytartóként. A bécsi kongresszus 1815-ben hercegséggé alakította a Genovai Köztársaságot, ennek uralkodója Károly Félix lett, Genova hercegeként.

### Házassága
42. születésnapján, 1807. március 7-én Károly Félix herceg képviselők útján (per procurationem) Palermóban házasságot kötött Mária Krisztina Amália nápoly–szicíliai királyi hercegnővel (1779–1849), IV. Ferdinánd nápolyi király és Habsburg–Lotaringiai Mária Karolina Lujza főhercegnő (1752–1814) leányával, Mária Terézia császárné, magyar és cseh király unokájával. A hivatalos egyházi esküvőt Károly Félix 42. születésnapján, április 6-án Torinóban tartották. A házasság gyermektelen maradt.

### Szardínia és Piemont királya

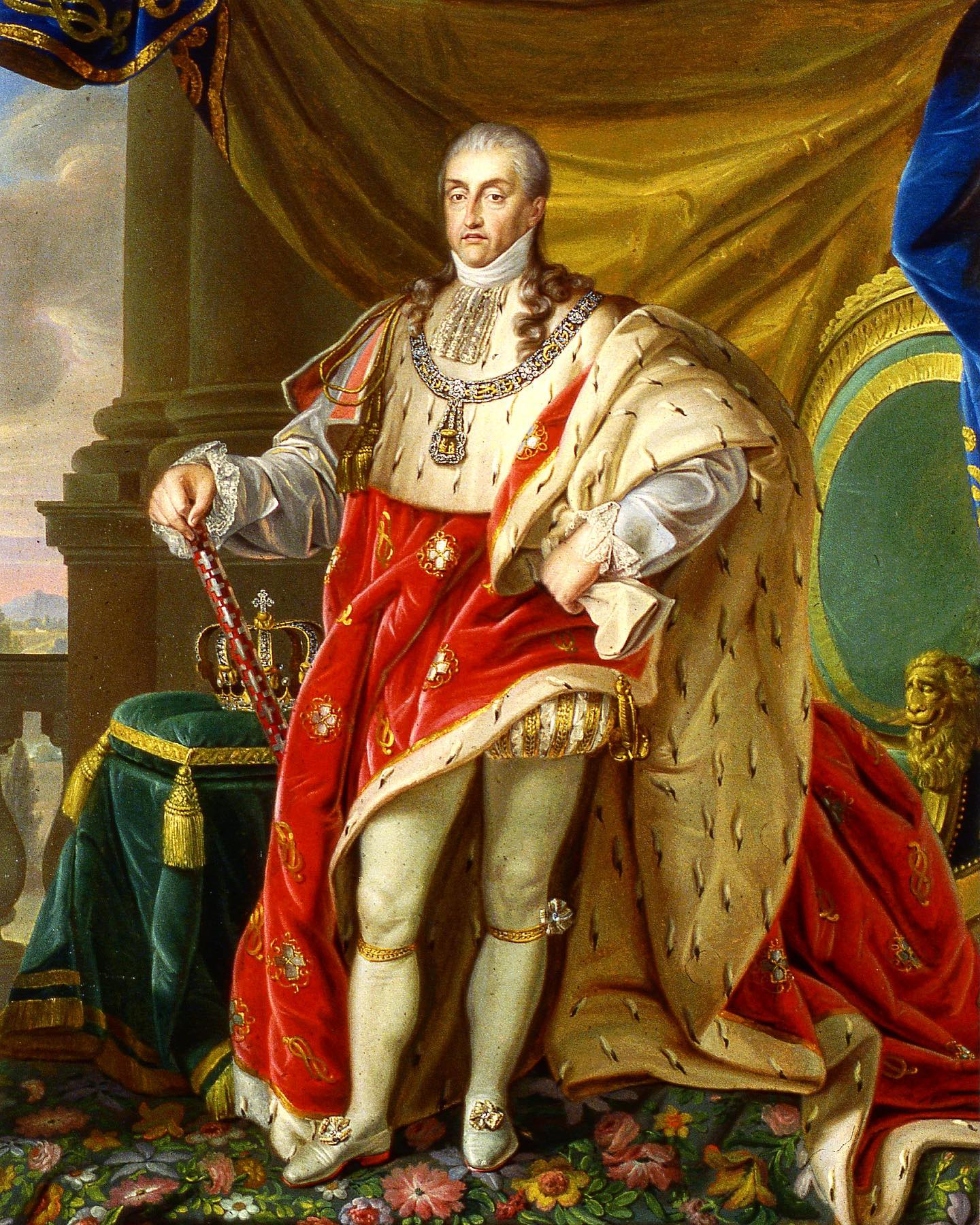
Károly Félix szárd–piemonti király

1821. március 21-én bátyja, I. Viktor Emánuel király a karbonárók felkelése nyomán kialakult helyzetben lemondott a királyi címről öccse javára. Károly Félix ekkor Modenában tartózkodott, ezért Viktor Emánuel az egyik távoli unokaöccsét, a Savoyai-ház oldalágából való Károly Albert carignani herceget nevezte ki régenssé. A szabadelvű ifjú herceg több engedményt tett a felkelőknek, és liberális szellemű alkotmányt bocsátott ki.
A konzervatív gondolkodású Károly Félix néhány nappal később a Szent Szövetség osztrák csapatainak kíséretében érkezett vissza a torinói királyi udvarba. A legszigorúbb abszolutista kormányzást vezette be. Visszavonta a Károly Albert régens által tett engedményeket, érvénytelenítette az általa kiadott alkotmányt, és megsemmisített minden rendelkezést, amely az interregnum ideje alatt született. A Károly Félixet kísérő osztrák haderő leverte a titkos társaságok által kirobbantott felkeléseket, amelyeket a Savoyára áhítozó Franciaország kormánya szított. 1821. április 8-án a piemonti Novaránál az osztrákok szétverték az utolsó fegyveres felkelő csoportot, amely az új alkotmány fenntartásáért küzdött. Az elfogott tagokat bíróság elé állították és elítélték, sok embert kivégeztek. A „renitens” carignanói herceget, Károly Albertet a király 1823-ban Spanyolországba küldte, hogy az ottani liberális felkelők ellen harcolva bizonyíthassa királyhűségét.

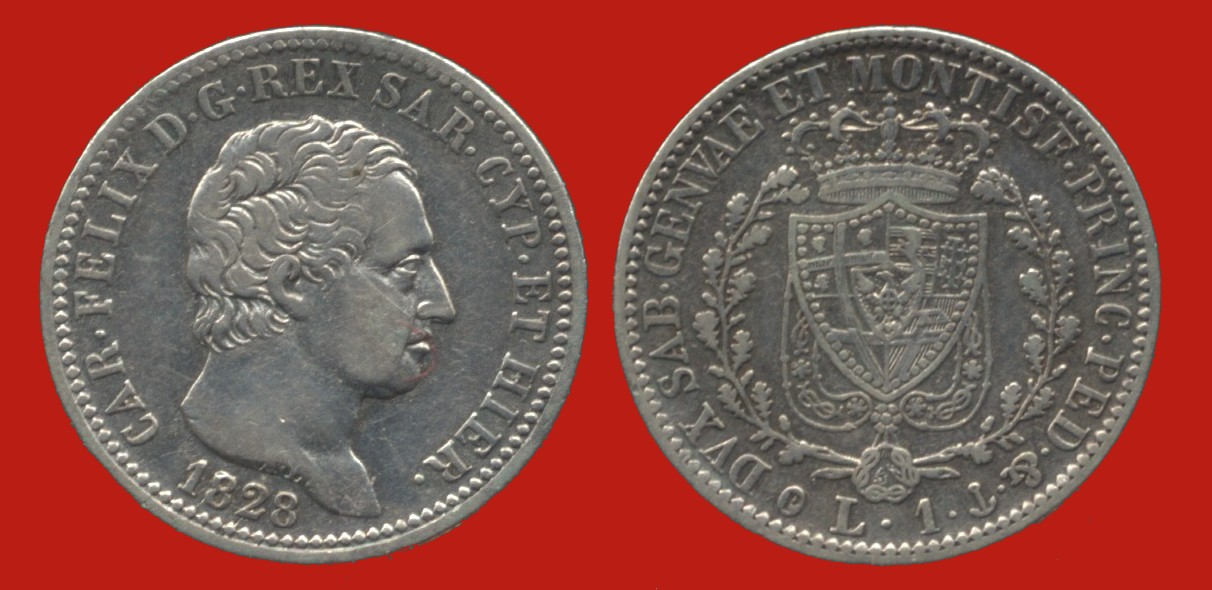
1828-ban vert genovai ezüst 1-lírás pénzérme, Károly Félix arcképével.

Károly Félix új, szigorúan központosított közigazgatást vezetett be. A gazdaságot és a kereskedelmet támogatva számos korszerűsítést hozott. Módosította Nizza városának és kikötőjének vámjogait, új katonai törvénykönyvet léptetett érvénybe államainak királyi hadseregeiben. 1824-ben, Viktor Emánuel halála után öccse, Károly Félix lett Savoya uralkodó hercege is.
Politikailag azonban rendkívül konzervatív módon uralkodott. Vallotta, hogy a királyi hatalom istentől ered. A forradalom táptalajának tartotta, ezért ellenezte a liberalizmus bármely megnyilvánulási formáját. A legkeményebben járt el a királyi hatalom ellenségeivel szemben. 1825-ben királyi ediktumot (rendeletet) bocsátott ki, amely csak azoknak engedélyezte, hogy írni és olvasni tanuljanak, akik 1 500 líra illetéket fizettek. Jelentős összegekkel támogatta a egyházat, megerősítette és bővítette annak kiváltságait. 1825-ben a savoyai hajóhad sikeres katonai büntetőexpedíciót küldött a földközi-tengeri arab kalózok tripoli támaszpontjai ellen.
Külpolitikája az erős osztrák szövetségre épült. Belügyminisztere, a savoyai Roget de Cholex szabad kezet kapott az állam ellenségei ellen. Ugyanakkor Károly Félix támogatta a kultúrát, bővítette a torinói Egyiptomi Múzeum Drovetti-gyűjteményét (amit még elődje, I. Viktor Emánuel vásárolt meg), adományokkal segítette Királyi Színjátszó Társaságot (Reale Compagnia Drammatica) és a Képzőművészeti Akadémiát.
A fővárost, Torinót veszedelmesen liberálisnak bélyegezte, a torinóiak viszont a nevét kiforgatva, „Carlo Feroce” (kb. „Gonosz Károly”) gúnynévvel illették a gyűlölt zsarnokot. A királyi pár szívesebben tartózkodott a hagyományait jobban tisztelő Savoyában. A király utakat építtetett, és jelentős fejlesztési munkálatokat végeztetett az Isère és az Arc folyók völgyében, Passyban bányászati szakiskolát alapított, és helyreállíttatta a francia forradalmi zavargások során súlyosan megsérült Hautecombe apátságot, a Savoyai-dinasztia középkori tagjainak hagyományos temetkezőhelyét.

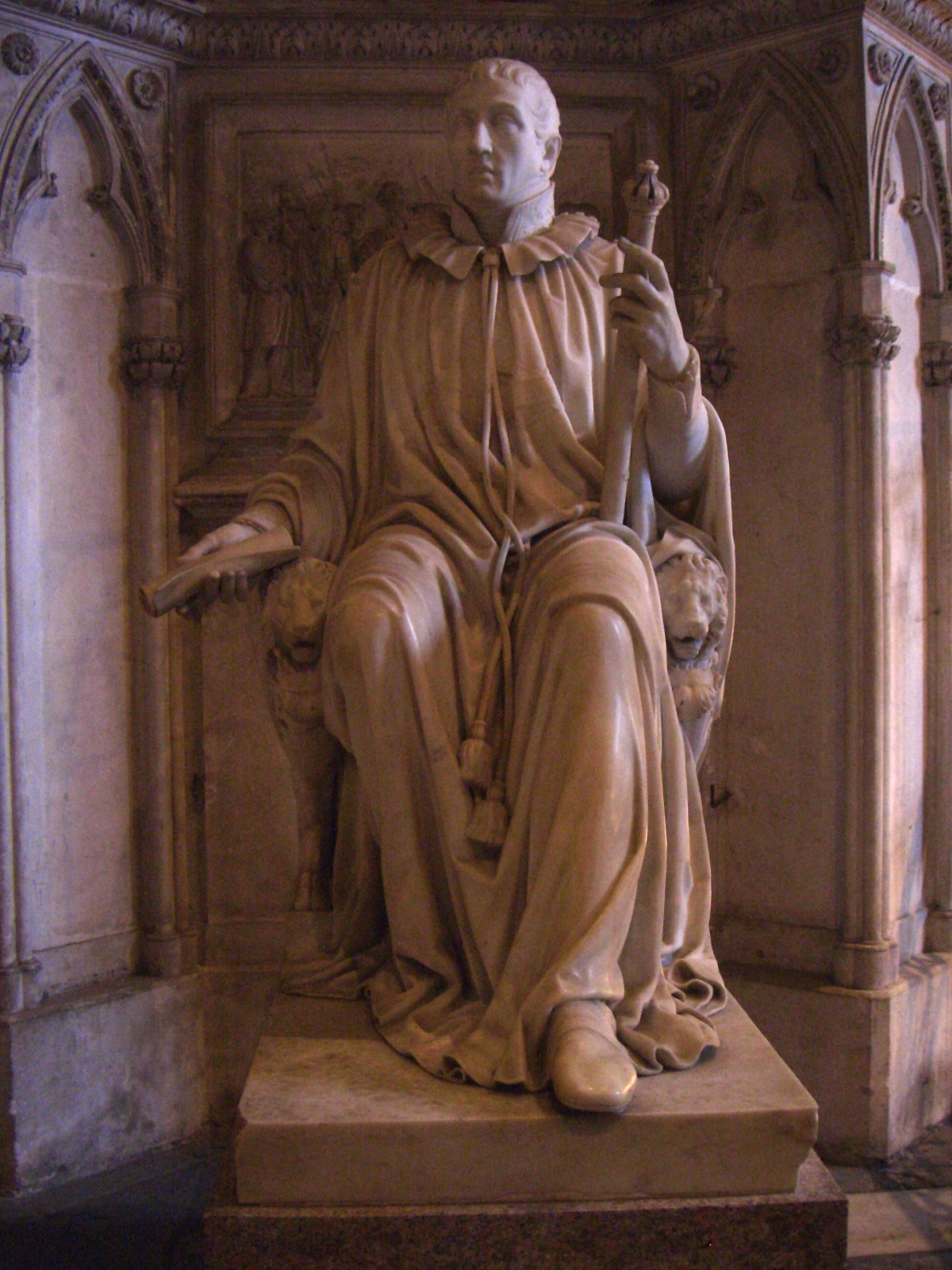
Károly Félix szobra a savoyai Hautecombe apátságban.

### Halála, nyughelye
Károly Félix halálával 1831-ben megszakadt a Savoyai-ház férfiága. Mivel a Szárd-Piemionti Királyságban az öröklés rendjét a száli törvény szabályozta, így az elhalt király koronája a volt régensre, a dinasztia carignanói ágából származó unokaöccsére, Károly Albert savoya-carignanói hercegre szállt, aki egyben Savoya uralkodó hercegi címét is megörökölte nagybátyjától.
A Savoyai-ház főágából származó utolsó uralkodót végakaratának megfelelően nem a szárd–piemonti királyok hivatalos nyughelyén, a torinói Superga Bazilikában, hanem Savoyában, az általa nagy költséggel helyreállított Hautecombe apátság templomában temették el, ahol elődeinek, Savoya grófjainak és hercegeinek sírjai találhatók. Annecy püspöke, Claude-François de Thiollaz e szavakkal búcsúztatta elhunyt királyát: „Uraim, ma a monarchiát temetjük.”
1849-ben ugyanide temették feleségét, Mária Krisztina királynét is. Sírjaik ma is itt láthatók.

## Emléke
- Nevét viseli a genovai Károly Félix Színház (Teatro Carlo Felice).
- 1860-ban Cagliariban, a Yenne téren (Piazza Yenne) egész alakos bronzszobrot állítottak neki, Andrea Galassi művét .
- Szardínia szigetén az SS-131 autópályát (Porto Torresből, Sassarin, Macomeren és Oristanón át) és az SS-131dir autóutat (Olbiától San Teodorón, Siniscolán és Nuorón át az SS-131-ig), amely a sziget északi felét a déli Cagliarival köti össze, a helyi köznyelvben „Carlo Felicé”-nek becézik, mivel országút-elődjét Károly Félix rendeletére építették.